# 单籽犁头尖
单籽犁头尖（学名：Typhonium calcicolum）为天南星科犁头尖属的植物，为中国的特有植物。分布于中国大陆的云南省等地，生长于海拔1,200米至1,550米的地区，多生在常绿阔叶林下草地中或石崖上，目前尚未由人工引种栽培。